# Connemara

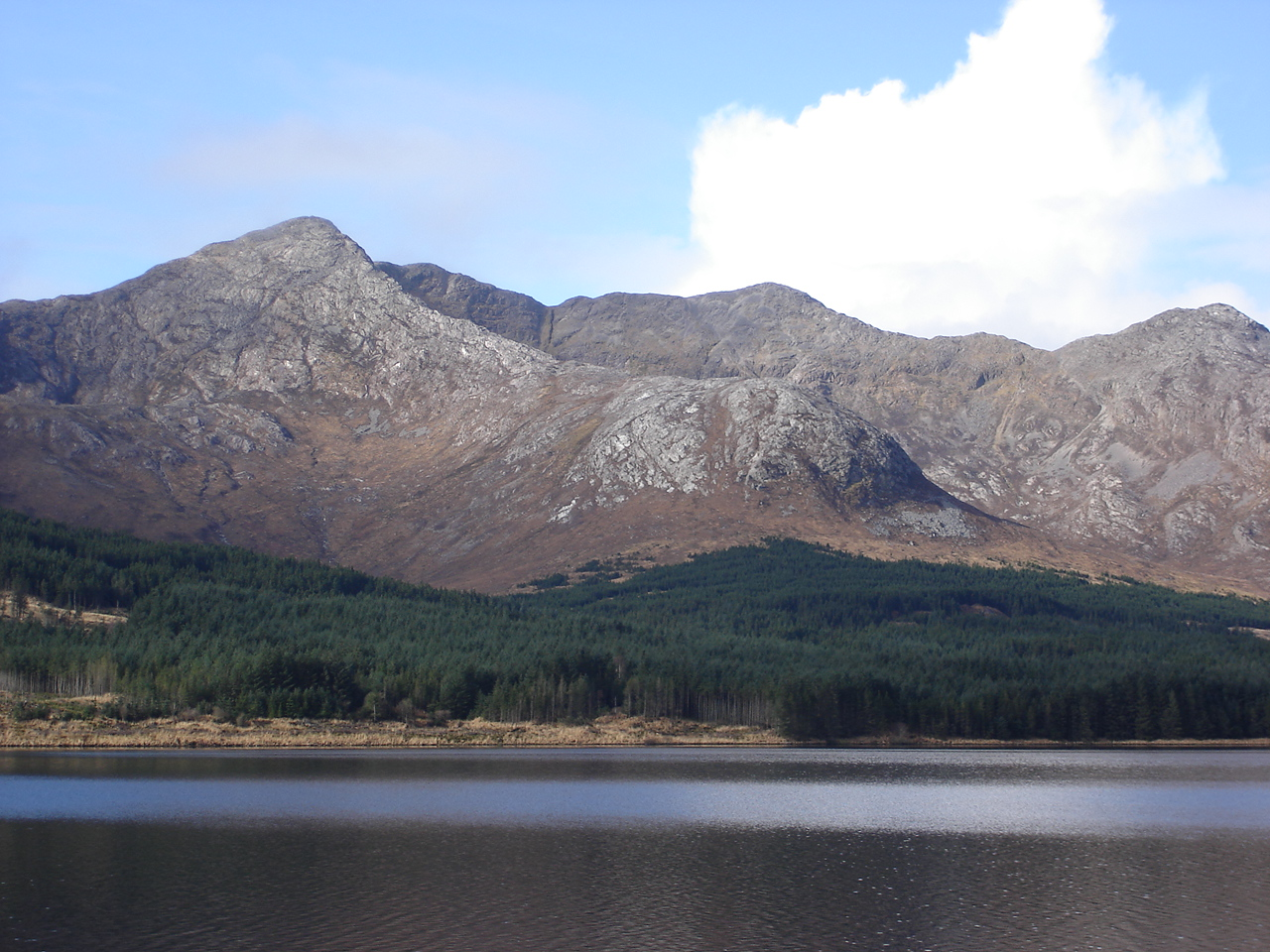
Góry Beanna Beola zbudowane z kwarcytów kambryjskich.

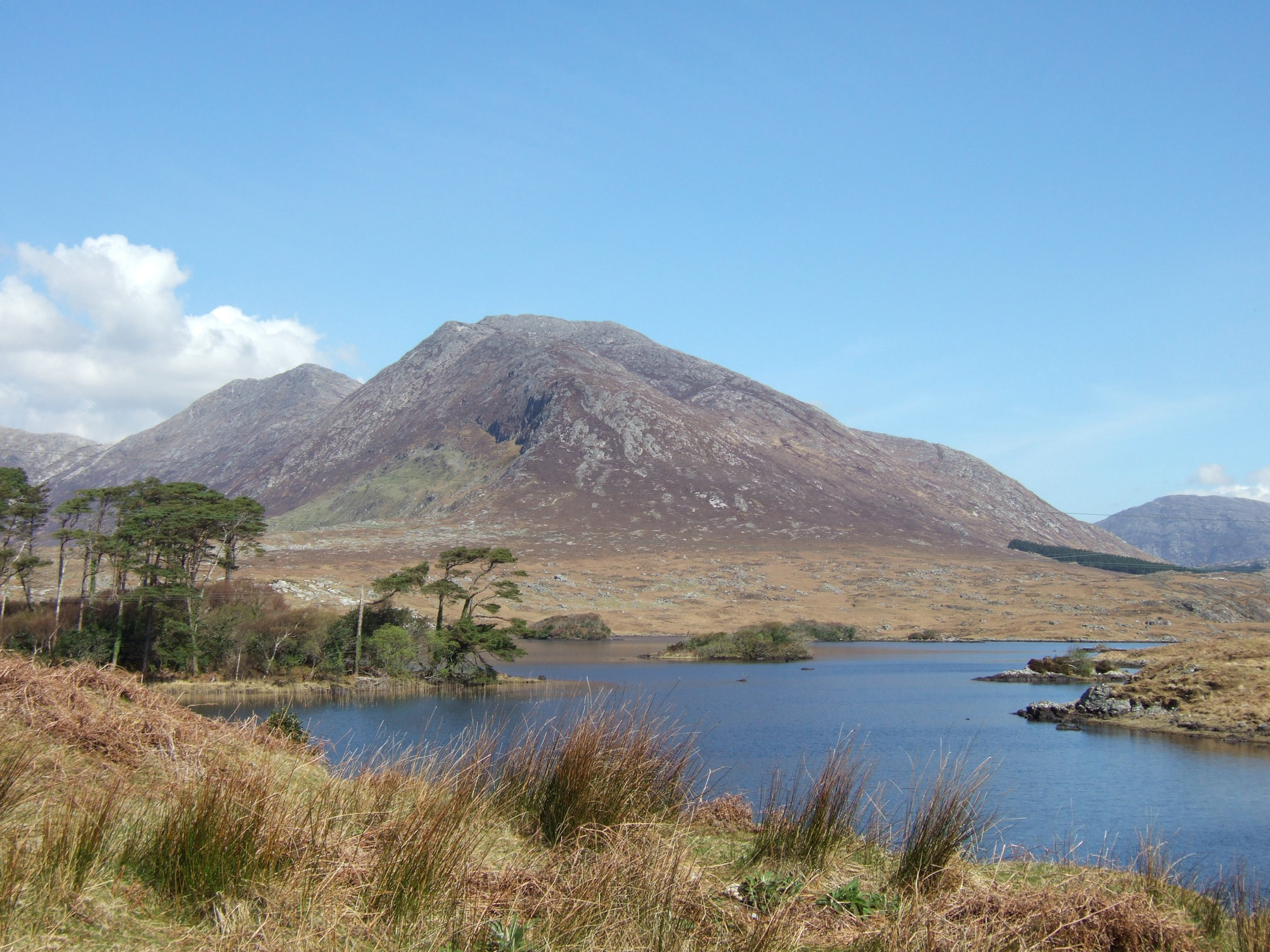
Widok Connemary z drogi N59.

Connemara (irl.: Conamara, Chonamara) – region w zachodniej części Connachtu na terenie zachodniej Irlandii. 

## Położenie
Obszarem obejmuje zachodnią część hrabstwa Galway oraz południową hrabstwa Mayo. W skład Connemary wchodzą tereny fiordów Killary Harbour, obszary wokół Zatoki Kilkieran, po jezioro Corrib na wschodzie. Od północy, zachodu i południa granicą jest Ocean Atlantycki.
Nazwa pochodzi od grup plemiennych Conmacne Marine wczesnego Średniowiecza, które zamieszkiwały tereny Connachtu.
Connemara jest tradycyjnie podzielona na część północną i południową. Podział ten stanowią góry Twelve Bens i rzeka Owenglin, która wpada do morza w Clifden. Znaczna większość terenów Connemary to tereny górzyste lub bagienne. Powszechnie występują torfowiska. Na obszarze Connemary znajduje się Park Narodowy Connemara. 

## Klimat
Klimat Connemary jest typowo morski, wilgotny. Wilgotność przekracza na ogół 70%, a niekiedy dochodzi do 100%. Latem temperatury nie przekraczają 24 °C. Latem przelotny deszcz pada niemal codziennie, czasami kilka razy dziennie. Zimą temperatury nie spadają nigdy poniżej zera. Opady rozłożone są mniej więcej równomiernie w ciągu roku. Ich szczyt przypada na miesiące jesienno-zimowe (październik, listopad, grudzień). W okresie jesiennym i zimowym na wybrzeżu częste są silne sztormy.  
Bardzo silny sztorm o charakterze huraganu pod koniec lat trzydziestych XIX wieku spowodował ogromne zniszczenia i śmierć wielu osób na terenie Connemary. Będąca jego konsekwencją katastrofa ekonomiczna oraz zaraza ziemniaczana spowodowały masową emigrację ludności z regionu. W rezultacie ludność Connemary w przeciągu XIX wieku spadła o ponad połowę. Do dziś Connemara pozostaje jednym z najsłabiej zaludnionych regionów Irlandii. 

## Ludność
Connemara jest regionem słabo zaludnionym. Brak większych miast. Pojedyncze farmy oddalone są od siebie czasem o kilka kilometrów, a niekiedy nawet kilkanaście kilometrów. Ze względu na silną emigrację od połowy XIX wieku liczba mieszkańców większości wiosek jest znacznie mniejsza niż 200 lat temu. Niektóre wioski całkowicie przestały istnieć, a na ich terenie znaleźć można jedynie ruiny dawnych domów i zabudowań gospodarczych. Nazwy takich wiosek pozostają na mapach jedynie martwymi toponimami.  
Pod względem językowym Connemara jest największym w Irlandii (drugim jest Donegal) obszarem, gdzie język irlandzki jest, obok angielskiego, językiem żywym, używanym powszechnie przez mieszkańców regionu w komunikacji codziennej. Populacja Connemary wynosi 32 000 osób, z tego 20 - 24 tysiące mówi po irlandzku.

## Kultura
Connemara stanowi ważny ośrodek irlandzkiej muzyki ludowej. Niemal w każdej większej wiosce znajduje się pub, w którym muzyka ta jest wykonywana przez kilkuosobowe zespoły amatorskie. 
W pobliżu granicy Connemary, lecz już poza jej obszarem, położone jest miasto Galway, stanowiące jeden z głównych kulturalnych centrów zachodniej Irlandii. Około 10% ludności miasta posługuje się językiem irlandzkim. W mieście ma siedzibę National University of Ireland w Galway, umiejszczany w rankingach w drugiej - trzeciej setce najlepszych uniwersytetów świata. Na uniwersytecie wykłady odbywają się w językach irlandzkim i angielskim. 
Regionowi poświęcona jest piosenka Michel Sardou — Les Lacs du Connemara. 

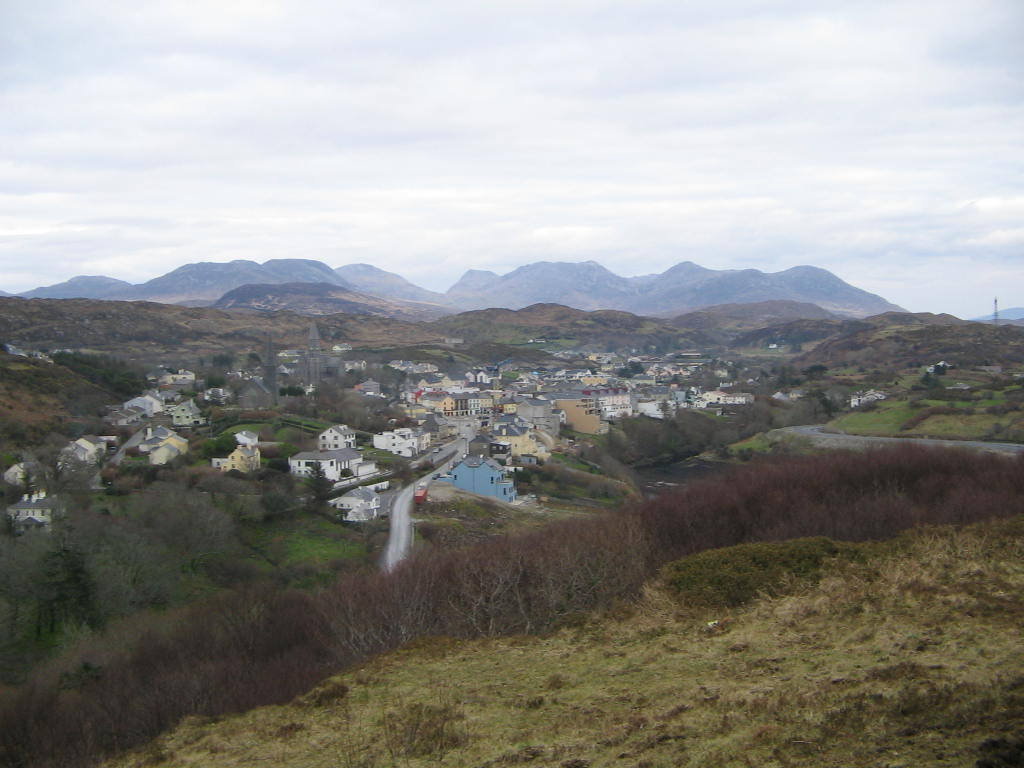
Widok na Clifden
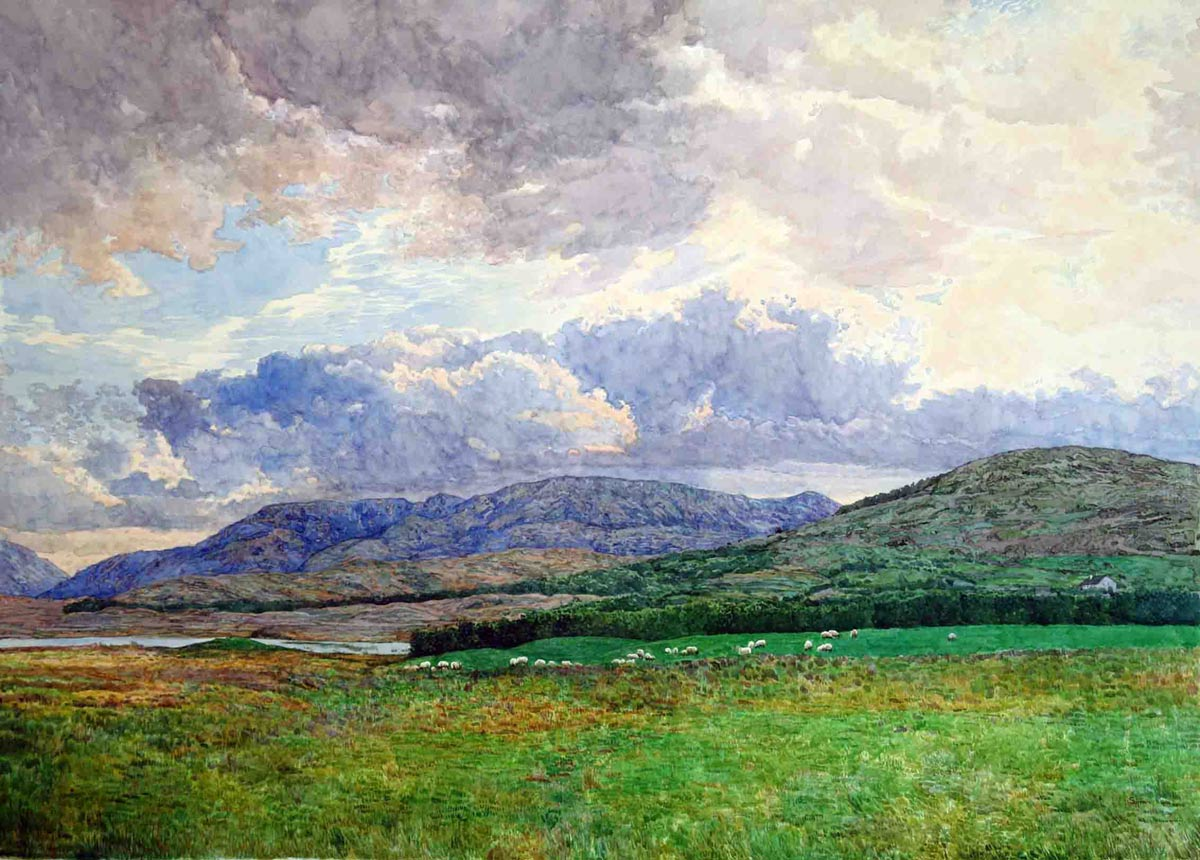
Góry w Connemara. Płótno Simona Kozhina
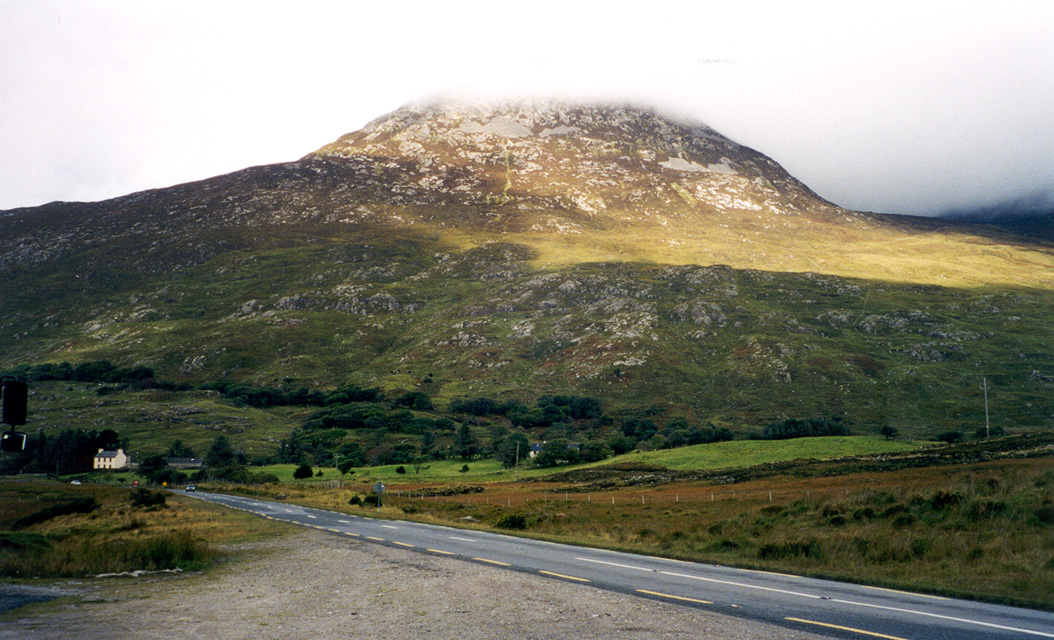
Pochmurny dzień w Connemarze
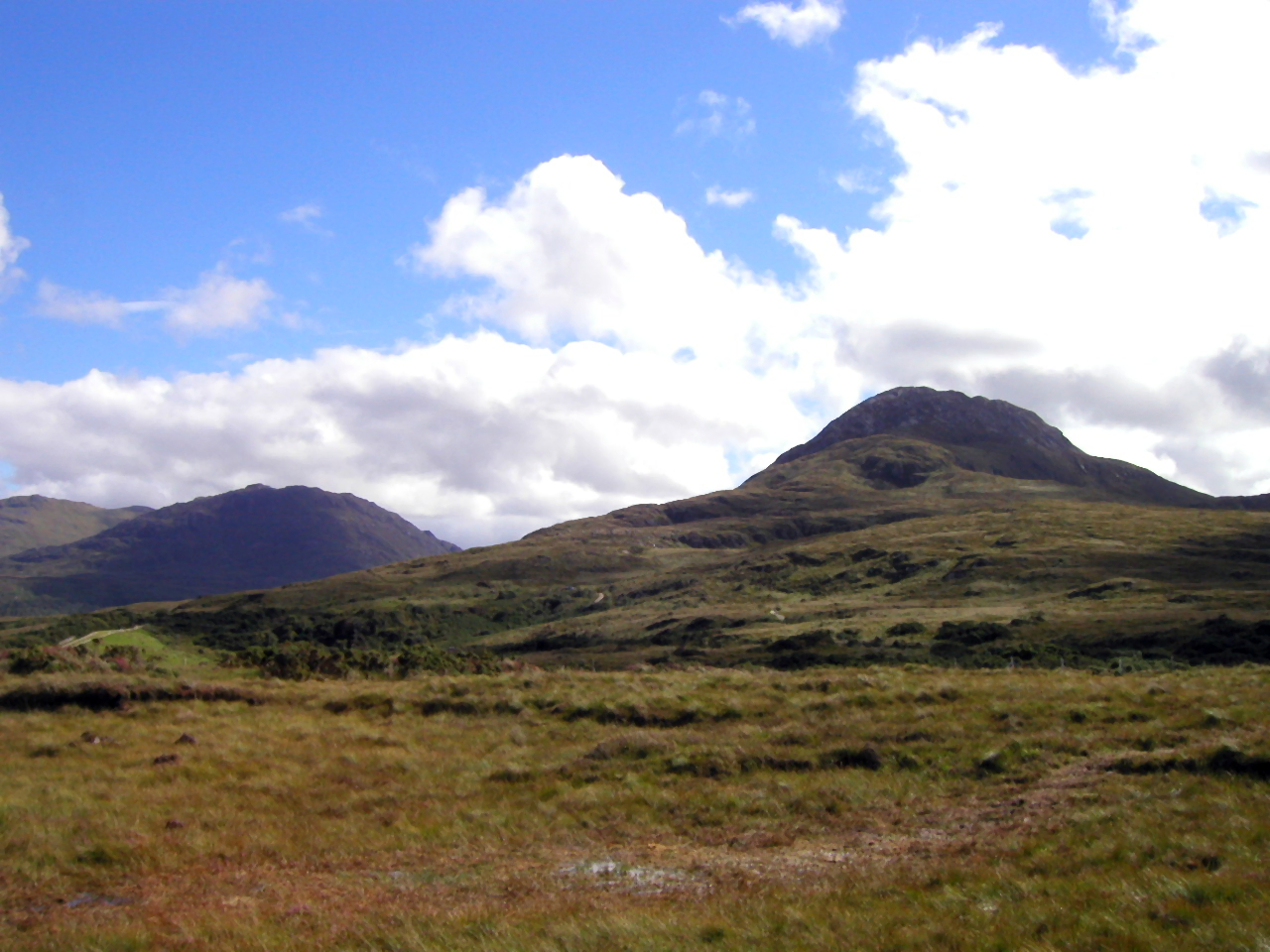
Widok na Diamentową Górę w Parku Narodowym Connemary